# Funkcja opisująca
Funkcja opisująca – funkcja wykorzystywana w tzw. metodzie funkcji opisującej, podanej przez Mikołaja Mitrofanowicza Kryłowa i Mikołaja Bogołjubowa. Metoda ta stanowi przybliżoną procedurę analizy układów nieliniowych, oparta jest na swego rodzaju linearyzacji (tzw. linearyzacji harmonicznej), polegającej na aproksymowaniu analizowanego układu nieliniowego przez transmitancję układu liniowego, która zależy od amplitudy sygnału wejściowego (w istocie transmitancja „prawdziwego” układu liniowego nie zależy od tej amplitudy).
Niech dany będzie układ nieliniowy {\displaystyle F} zestawiony w jednym torze z powolnym, stabilnym układem liniowym {\displaystyle L.} Oba moduły ujęte są w pętlę sprzężenia zwrotnego. Niech {\displaystyle xd} będzie sygnałem o przebiegu sinusoidalnym, a {\displaystyle u} przebiegiem odkształconym, który zawiera wyższe harmoniczne.
Jeśli człon liniowy {\displaystyle L(j\omega )} silnie filtruje (to znaczy jego charakterystyka modułu {\displaystyle |L(j\omega )|} gwałtownie maleje, gdy wzrasta wartość {\displaystyle \omega }), to na jego wyjściu, po przeprowadzeniu filtracji wyższych harmonicznych, pojawi się sygnał w przybliżeniu sinusoidalny {\displaystyle x.} W związku z tym przyjąć można, że „bilans” harmonicznej podstawowej przebiegów stanowi wskazanie na to czy układ jest stabilny. Powstał więc pomysł, aby do opisu członu nieliniowego wykorzystać „wzmocnienie” jedynie harmonicznej podstawowej. Harmoniczną tę można obliczyć, rozkładając przebieg za członem liniowym za pomocą szeregu Fouriera (zakłada się przy tym, że sygnał wychodzący z członu nieliniowego, po przejściu przez człon liniowy, będzie miał kształt sinusoidalny).
Niech dana będzie charakterystyka statyczna członu nieliniowego {\displaystyle u=f(xd).} Zgodnie z powyższymi rozważaniami jeśli {\displaystyle xd=Asin\omega t} to można podać funkcję opisującą:{\displaystyle K(A)=g+jb,} która będzie opisywać człon nieliniowy. Funkcja taka dana będzie liczbą zespoloną i posiada się przy tym jej część rzeczywistą daną zależnością:
{\displaystyle g(A)={\frac {1}{\pi A}}\int _{0}^{2\pi }f(A\sin \omega t)\sin \omega td\omega t}
oraz część urojoną daną zależnością:
{\displaystyle b(A)={\frac {1}{\pi A}}\int _{0}^{2\pi }f(A\sin \omega t)\cos \omega td\omega t}
W niektórych przypadkach funkcja opisująca ulega uproszczeniu, gdyż nie zależy od {\displaystyle \omega } a jedynie od amplitudy {\displaystyle A;} jeśli nadto charakterystyki {\displaystyle f(xd)} są jednoznaczne to część urojona {\displaystyle b(A)=0} (nieliniowość nie skutkuje wówczas przesunięciem fazy).
Metoda funkcji opisującej nie określa żadnych warunków stabilności (ani koniecznych, ani dostatecznych), gdyż jest metodą przybliżoną. O stabilności członu nieliniowego wnioskuje się wykreślając charakterystykę amplitudowo-fazową {\displaystyle L(j\omega )} i odwrotność funkcji opisującej (z minusem) {\displaystyle {\tfrac {-1}{K(A)}}} (warunek {\displaystyle L(j\omega _{r})={\tfrac {-1}{K(A_{r})}}} musi być spełniony, aby w układzie pojawiły się drgania o częstotliwości podstawowej {\displaystyle \omega _{r}} i amplitudzie {\displaystyle A_{r}}), wtedy:
- Jeśli oba te wykresy przecinają się, to można przyjąć, że ma się do czynienia z układem zamkniętym niestabilnym (lub odpowiednio stabilnym). Przecięcie obu krzywych wskazuje, że spełniony został warunek powstawania drgań nietłumionych. Jeśli przecięć jest kilka to tylko jedno z nich związane jest z drganiami stabilnymi (stabilnym cyklem granicznym).
- Jeśli oba te wykresy leżą nieopodal siebie lub przecinają się, ale „nieostro”, to trudno rozsądzić o stabilności układu nieliniowego.